# Rivularia (slak)
Rivularia is een geslacht van weekdieren uit de klasse van de Gastropoda (slakken).